# Kurt Beck

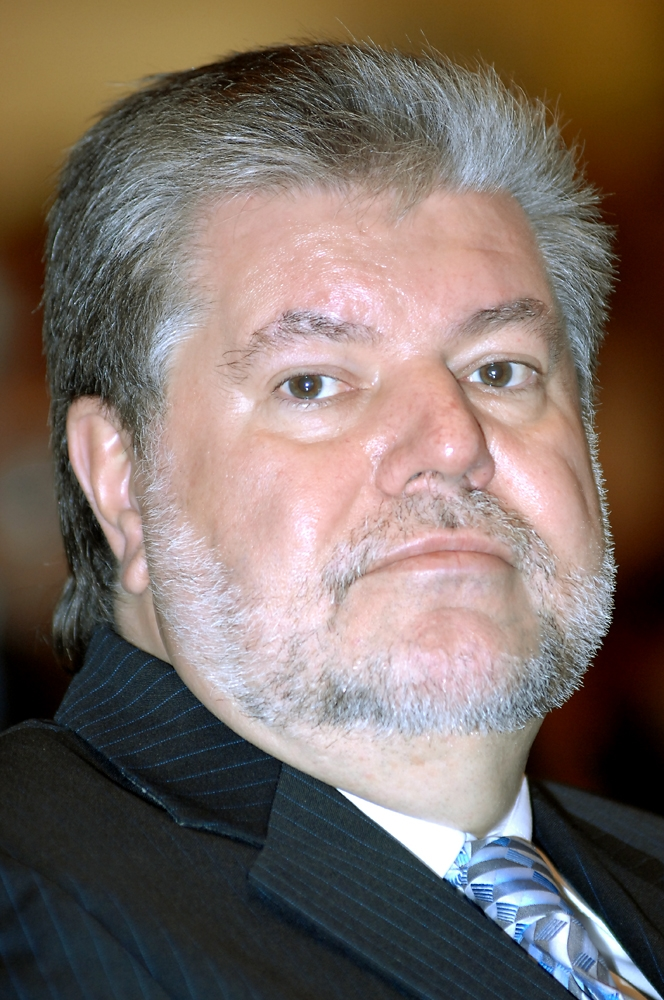
Kurt Beck (2007)

Kurt Beck, född 5 februari 1949 i Bad Bergzabern, är en tysk politiker (socialdemokrat) och var partiordförande från 2006 då han efterträdde Matthias Platzeck till 2008 då han efterträddes av Frank-Walter Steinmeier. 
Beck var från 1994 till 2013 ministerpresident och regeringschef i förbundslandet Rheinland-Pfalz. Han har arbetarklassbakgrund och gick med i partiet 1972.